# شکارچی‌ها (فیلم ۲۰۱۳)
شکارچی‌ها (به انگلیسی: The Hunters) یک فیلم تلویزیونی ماجراجویی فانتزی علمی آمریکایی محصول سال ۲۰۱۳ به کارگردانی نیشا گاناترا و فیلمنامه متیو هافمن و جفری شچتر است که بر اساس رمان گرافیکی Mirror Mirror توسط جوشوا ویلیامسون ساخته شده‌است.
در این فیلم رابی آمل و الکسا وگا ایفای نقش می‌کند و در ۲۵ اکتبر ۲۰۱۳ در شبکه هالمارک پخش شد.

## بازیگران
- رابی آمل به عنوان پکسون فلین
- الکسا وگا به عنوان دیلان ساوینی
- ویکتور گاربر به عنوان میسون فولر
- کیرا کلیول به عنوان مای
- میچل فوربز به عنوان جردن فلین
- دن پاین به عنوان کارتر فلین
- کینن تریسی به عنوان تریپ فلین

## تولید
این فیلم در ونکوور، بریتیش کلمبیا با عکسبرداری‌های اضافی که در تایلند انجام شد، فیلمبرداری شده‌است.